# Piriqueta suborbicularis
Piriqueta suborbicularis är en passionsblomsväxtart som först beskrevs av A. St.-hil. och Naud., och fick sitt nu gällande namn av M.M. Arbo. Piriqueta suborbicularis ingår i släktet Piriqueta och familjen passionsblomsväxter. Inga underarter finns listade i Catalogue of Life.